# Damas Musqué
Damas Musqué sinonimia: Prune de Malte es una variedad cultivar de ciruelo (Prunus domestica), de las denominadas ciruelas europeas.
Una variedad de ciruela, de fruta antigua descrita por primera vez en el siglo  XIX originaria del sur de Aveyron (región de Occitania), Francia.
Las frutas tienen un tamaño pequeño, color de piel púrpura profundo a casi negro, y pulpa de color amarillo verdoso a amarillo, textura firme, fina, muy jugosa, y sabor subácido aromático dulce, de calidad buena, preferentemente para usos culinarios y de fruta fresca en mesa.

## Sinonimia
- "Prune de Malte",
- "De Chypre".

## Historia
Las ciruelas damascenas/Damas (Prunus domestica subsp. insititia), "Bullaces" (países anglófonos), "Damascerpflaume" (en Alemania), forman un grupo muy antiguo, que ya se cultivaba en tiempos prehistóricos. Por cierto, el inglés 'Damson' no se puede traducir con Damas, allí se llaman "Bullace". Han surgido una gran cantidad de variedades. La damas original es una ciruela azul ovalada de tamaño mediano cubierta de un espesa pruina azul.
La ciruela damascena es una ciruela que se supone originaria de la región de Damasco ("Damas") y que habría sido traída de Oriente Próximo por los cruzados, en la época de las Cruzadas, que tuvieron lugar entre 1095 y 1291. A veces se dice que la ciruela de Damasco habría llegado a Europa en la época de la segunda cruzada (1147-1149).
'Damas Musqué' variedad de ciruela, originaria del sur de Aveyron (región de Occitania), de origen francés, utilizada como ciruela de postre fresco en mesa, y tradicionalmente en la cocina francesa.

## Características
'Damas Musqué' árbol de porte grande con ramas largas y pesadas y hojas grandes, vigor medio fuerte son muy saludables, requieren poco suelo y ubicación de un lugar cálido. Flor blanca, que tiene un tiempo de floración que comienza a partir del 11 de abril con el 10% de floración, para el 15 de abril tiene una floración completa (80%), y para el 23 de abril tiene un 90% de caída de pétalos.
'Damas Musqué'  tiene una talla de tamaño pequeño, de forma regular, plana y redonda, con la parte superior e inferior aplanada, sutura una veta clara pero delgada; epidermis tiene una piel fina, tierna, ligeramente astringente, que se separa fácilmente, con abundante pruina azulado violácea, siendo el color de la piel púrpura profundo a casi negro; pedúnculo corto (promedio 7.50 mm), de color claro se encuentra en una cavidad profunda, bien adherido al fruto con la cavidad del pedúnculo profunda; pulpa de color amarillo verdoso a amarillo, textura firme, fina, muy jugosa, y sabor subácido aromático dulce, de calidad buena, preferentemente para usos culinarios y de fruta fresca en mesa.
Hueso algo adherido, ovalada engrosada, turgente, áspera y picada, redondeda en la base, roma en el ápice, sutura ventral bastante ancha, superficialmente surcada, roma, sutura dorsal con un surco ancho y poco profundo.
Su tiempo de recogida de cosecha es medio, se inicia en su maduración en la segunda decena de agosto.

## Usos
Debido a su sabor bastante bastante bueno tiene valor como ciruela fresca de postre, y una excelente variedad culinaria una de las mejores junto con la 'Mirabelle'.